# Траки
 Тази статия е за жителите на Тракия в древността.  За нейните жители в модерната епоха вижте Тракийци.  
Тра̀ките (на старогръцки: Θρᾷκες; на латински: Thraci) са етно-културна общност (етнос) от индоевропейски племена, населявали в периода от средата на II хил. пр. Хр. до VI в. сл. Хр. областта от Балканския полуостров между северноегейското крайбрежие (вкл. островите Тасос, Самотраки, Лемнос и Имброс) до Карпатите, от Черноморското крайбрежие до реките Морава и Вардар, и земите в Северозападна Мала Азия. Това са съвременни части от България, Румъния, Молдова, Гърция, Турция, Поморавието и Македония. Има свидетелства за тракийски общности в същинска Гърция, а през римската епоха – дори в Близкия изток и Египет. Те са били етнос от множество отделни племена със сходни език и култура. Някои от тях създали собствени държави.
Една от хипотезите за произхода на траките предполага, че прототраките са дошли от североизток около 1500 г. пр.н.е., смесвайки се със завареното предтракийско население, и по-късно са се обособили в две отделни групи – даки и траки. Според друга хипотеза, изказана от Александър Фол, оформянето на тракийската етно-културна общност не е процес повлиян основно от външни миграции, а е резултат от вътрешни миграции и консолидиране на местно население.
Траките живеят на отделни племена, всяко от които се стреми да запази своята самостоятелност и да образува отделна етносна държава. Първото голямо тракийско държавно обединение е Одриското царство, създадено в началото на V век пр. н.е. от Терес I. През 188 г. пр.н.е. край Кипсела траките разбиват войските на римския консул Манлий Вулзон, които се връщали от Галатия. Тракийските воини наброявали около 10 000 души, а римляните се връщали от битката при Магнезия (190 пр.н.е.), като за тази битка те тръгнали с 30 000 войници. По-късно траките взимат участие във войните на страната на Римската република и Римската империя, като са описвани като войнствено племе.
След като римляните завладяват териториите на траките в средата на 40-те години на I век, през 45 г. е създадена римската провинция Тракия, която граничила на запад с провинция Македония, на север с Дунав, на юг с Бяло море, Дарданелите, Мраморно море и на югоизток с Витиния. Отначало представата за провинция Тракия била много смътна извън нея. Дори македоните били определяни като тракийско племе. Провинция Тракия е анексирана от Римската империя през 46 г.

Многократните нашествия на келти, скити, сармати, алани, готи, хуни, авари, прабългари и славяни в периода IV – VI в., съпровождани и с процеси на елинизация, романизация и славянизация, довеждат до отмирането на езика на траките, говорен до V  – VI век, както и до намаляването на числения им състав и вследствие на това и на културното им влияние. Смята се, че към VI век траките са изцяло елинизирани или романизирани, което ги превръща постепенно в ромеи. След създаването на българската държава част от потомците на траките заедно с останалото население, живеещо в нейните територии, основно славяни и прабългари, формират българския етнос.

## Етногенетични теории
Днес съществуват различни теории за етногенезиса на траките. През XIX век австрийският учен езиковед Вилхелм Томашек лансира идеята, че тракийският етнос се е формирал в зоната на Карпатите към началото на бронзовата епоха, като по-късно е мигрирал на юг от река Дунав. Томашек застъпва гледището, че траките принадлежат към индоевропейската езикова общност и представляват отделна народност, различна от елините и илирите. Без да се отрича напълно теорията на Томашек, съвременните теории допускат, че тракийската общност се е формирала през бронзовата епоха в резултат на смесването на номадски преселници от север и завареното предтракийско население.
Проблемът за произхода на траките в историческата наука е от основно значение за решаването на редица проблеми свързани с културата и историята на Югоизточна Европа. Научният консенсус е, че траките са индоевропейски етнос на базата на езиковите, религиозни и материални характерситики на културата им.
За появата на траките на Балканите съществуват няколко хипотези. Според някои археолози това е засвидетелствано в преходния период към бронзовата епоха. За този период може да се каже, че на Балканите се наблюдава коренно изменение, свързано с промяна на погребалните обичаи, разрушения, пожари и т.н. Някои учени обясняват това единствено с инвазия, с което се поставя началото на индоевропеизацията. Според друга група учени и археолози не може да се наблюдава такава промяна на целия полуостров. На някои места животът наистина прекъсва, но на други той продължава, а картината се усложнява вследствие на вътрешни размествания и движения. Това се наблюдава най-добре за онези селищни могили на юг от Балкана. 
Лингвистичните данни също сочат към индоевропейския характер на траките, макар че точната локация на тракийския клон в дървото на индоевропейските езици остава нерешен въпрос. Съществуват хипотези за филогенетична близост до съседните гръцки, илирийски и фригийски езици в рамките на т.нар. палеобалканско семейство, но то също често се смята за парафилетична група или събирателен термин за географско близки езици, вместо родствено близки. Някои черти на тракийското слово го поставят в генетична близост до тогава по-далечните сатем езици на индоевропейското семейство, което би дало тежест на теорията за североизточния произход на траките - в посока урхаймата на балто-славянските езици. Конкретизирането на тази връзка би осветило произхода на индоевропейския слой в тракийската култура, който се е смесил с предходното неолитно прединдоевропйеско население.
Археологическият материал е недостатъчен, а лингвистиката не е в състояние да осигури целия материал. Липсващите брънки изкушават много изследователи да реконструират историята. Разбира се, има данни за рязка промяна в картината на Балканите в края на медно-каменната епоха. Най-лесното обяснение е в инвазията, което донякъде е подкрепено и от археологически материал. Несъмнено се наблюдава навлизане на чужд елемент, но дали то е в такива мащаби, че да заличи изцяло предходната култура. Въпреки че някои автори определят индоевропейците като войнствено население, съществуват спорове дали вълната на преселение би била толкова мощна, че да окупира целия Балкански полуостров.
За да бъдат решавани днес проблемите с произхода на палеобалканското население, следва да бъдат привлечени и коментирани резултатите от новите ДНК анализи, да бъдат интерпретирани съвкупно обемът и хронологията на археологическите данни и да се доверим на новите начини за изследване на палеоклимата и геологичните данни за наличие на природни катаклизми. Наличен е богат генетичен материал от всички културни епохи, но липсва каквато и да е ДНК работа върху него. Подобно е положението и със статистическите методи, които отдавна са засекли изключителната гъстота и интезитет на културното развитие в Тракия още от края на палеолита. Археологическите данни безапелационно доказват, че в Анатолия и Тракия се е установило небивало средоточие на могилна култура още от края осмото хилядолетие пр. Хр. (устието на река Марица)

## Тракийски език
Езикът на траките не е достигнал до наши дни, а опитите той да бъде реконструиран са изключително затруднени, поради оскъдността на писмените паметници. Вероятно са съществували различни диалекти. Известните писмени източници, за които се предполага, че са на тракийски език, датират от VI до IV век пр. н.е. и се състоят от:
- около 220 посвещения от светилището на Аполон при Месембрия-Зоне в егейска Тракия, основно от VI век пр. н.е., както и няколко надгробни надписа от града от IV век пр.н.е.;
- около 75 графита (надписи върху керамика) от Светилището на Великите богове на Самотраки;
- три каменни надписа от Маронея;
- надгробен надпис, намерен край Кьолмен, от късния V век пр.н.е.;
- няколко надписа върху метални предмети във вътрешна Тракия, основно намерени в гробове:
  - сребърни съдове от Башова могила
  - златен пръстен от Арабаджийска могила край Дуванли
  - златен пръстен, намерен през 1912 г. край Езерово (област Пловдив)[4] – до откриването на посвещенията от Зоне в началото на XXI век това е най-дългият известен предполагаемо тракийски текст[5]

Разчитането и интерпретация на тези текстове са спорни, но фактът, че са изписани в четири различни варианта на гръцката азбука показва, че различни общности в Тракия са усвоили писмеността в различни ситуации.
Останалата информация за тракийския език се състои от лични имена, топоними и отделни думи запазени в надписи на гръцки и латински.
Ограничените сведения за тракийския език силно затрудняват изследването му, но в науката се смята за безспорно, че той е индоевропейски език. Според някои автори той може да се раздели на няколко обособени езика или диалекта – собствено тракийски, дако-мизийски, западнотракийски и витински.
Според някои съвременните историци и траколози и писмените извори на ранно средновековните автори, като например Прокопий Кесарийски, тракийски език е бил говорен до V век.

## Тракийски етноними
За първи път името „траки“ се споменава още от Омир във втора песен на „Илиада“, където с това име е обозначено населението на Тракийски Херсонес: „...А Пейрой с Акаманта предвождаха всички траки, мирно живеещи покрай Хелеспонт бързотечен“. Разбира се тук не става въпрос за цялото тракийско население познато на гърците в по-късна епоха, а вероятно за племето „травси“. Името „траки“ е събирателно на множество племена, които обаче не се различават по своя етнос, а просто носят имена на царско-жречески династични фамилии: Одриси, Гети, Трибали, Едони, Беси. Значението на самото название „траки“ не е много ясно. Според едно тълкуване в йонийски и по-късно в атически език, то има смисъл на „смел, храбър“, което по-късно преминава в противоположно значение – остър, див, груб, суров, необуздан. Писмените извори за траките са много оскъдни и имат гръцки произход. Поради липсата на своя писменост и писмени извори можем да съдим, че траките не са имали нужда от записване, а когато това е било нужно са били използвани гръцки букви. Останки от тракийския език намираме единствено в топоними, хидроними, ороними, теоними, лични имена и малък брой думи, цитирани и преведени от антични писатели. Към сведенията, които получаваме от античните автори, следва да се борави с известно съмнение, като се има предвид, че за гърците траките са чужди и са представени на места в крайно негативна светлина. Въпреки това тези сведения са безценни, тъй като благодарение на тях през I в. пр. Хр. ние познаваме названията на 80 тракийски племена. Разбира се, това са племена от различно време, като Тукидид ни разяснява как се получава етноним – заради военно-политическа изява и т.н.

## Тракия и тракийски племена
В Античността географското понятие Тракия обхваща територията от Карпатите на север до Черно море на изток, от р. Вардар на запад до Егейско море и части от северозападна Мала Азия на юг, а етнонимът „траки“ обозначава многобройното население, обитавало тези земи.
От гледна точка на класическа Гърция „Тракия“ включва територията на север от Тесалия, без точно определени граници, като понякога се включвали и древна Македония и малка Скития., а народът, който ги обитава, е наричан транкес, тренкес, тракес . След началото на великата гръцка колонизация обхватът на понятията „Тракия“ и „траки“ се разширява и започват да се разграничават отделните племена, които са организирани по области.
Траките се споменават за първи път от Омир в „Илиада“, където е записано, че траките идват от Хелеспонт, и са се били на страната на троянците. В книга IX на „Одисеята“ се споменава тракийското племе кикони, Одисей минава покрай техните земи на връщане от Троя.
Ксенофан (VI – V век пр.н.е), отбелязвайки, че народите обрисуват своите богове по собственото си подобие, казва: „Синеоки и рижи са божествата за тракийците“.

През V в. Херодот пише:
| „ | Траките след индийците са най-многобройните в света. Ако те бяха нещо общо и се управляваха само от един владетел, биха били непобедими и според мен най-могъщи от всички, които съществуват. Тъй като това обаче е невъзможно и със сигурност никога няма да бъде постигнато от тях, те са слаби. Във всяка отделна племенна област те носят отделно име, но нравите и обичаите им са едни и същи. Изключение от това правило правят само гетите, травсите и племената, които живеят на север от крестоните. | “ |

Ливий (59 пр.н.е. – 17 г.) пише, че по време на Третата македонска война (171 – 168 пр.н.е.) „първоначално траките, подобно на диви зверове, държани дълго в клетка, нададоха такъв рев от десния римски фланг, че в италийската конница хора смели по характер и с дълъг военен опит – настъпи смут“.

### Тракийски племена
Оформянето на племенната карта на траките става в периода XII – VI век пр. Хр. На север тя е доста рехава. Херодот казва, че агатирсите имат същите обичаи като траките. Тази племенна група граничи на север със скитите. В централната част се поставят мизите, а на запад от тях трибалите. Мизите са троянски съюзници и майстори в ръкопашния бой (в „Илиада“ Омир поставя мизите в Мала Азия). В по-късната античност мизи и беси става синоним на траки. Мизите се споменават у Херодот при описанието на войските на Ксеркс заедно с тевкрите, като описва как минават Босфора преди Троянската война. Според него мизите и тавкрите изтласкват населението по Стримон, което се нанесло в Мала Азия и е наречено витини. В по-късните митографски версии се среща, че Тино и Витино били синове на Одрис. Според други версии те са осиновени деца на Феней.
Югозападните райони на тракийското землище се наричат Пеония по името на племето пеони. В този район могат да бъдат поставени и едоните, бистоните и бисалтите. Периодът VI–III в. пр. Хр се свързва с държавно-политическите изяви на гетите в района на североизточна България. В писмените извори се говори за гетския владетел Дромихет, който пленява Лизимах след неговия наказателен поход срещу тракийските племена. Сведения за даките се появяват в малко по-късен период, а авторите споменават, че двата народа говорят един и същ език.
По-важните племена в посока от север на юг и от запад на изток според Попов  са разпределени както следва:
- в областта между Карпатите и Истрос (Дунав) населението е анонимно до към средата на I век пр.н.е., когато в „Галската война“ на Цезар се появява името даки, отначало покриващо западния Карпатски басейн[19]. Оттогава етнонимът се налага като сборен за всички обитатели на областта.
- на юг от Дунав: на северозапад най-многобройни са трибалите – сборно име за населението между Истрос, Оский (Искър), долното течение на Морава и Хемус (Стара планина). През I век пр.н.е. в централната част на Дунавската равнина се появяват мизите, чието име е използвано по-късно от римляните за новата им провинция Мизия.
- на североизток, от двете страни на Истрос, са гетите, които се налагат като етноним за огромната територия до реките Прут и Днестър.
- на юг от Стара планина в днешното Софийско поле са сердите.
- в Горнострумската област се разполагат лееите и агрианите, както и дентелетите, известни по времето на римляните. Техни съседи на юг са медите, които заедно със синтите обитават течението на р. Стримон (Струма).
- на запад, по течението на Аксиос (Вардар), обитават пеоните.
- по долното течение на Струма са познати мигдони, дерони, одоманти, едони, бисалти.
- на изток от долна Струма, във вътрешността на южните Родопи обитават диите-махайрофори, известни с отказа си да участват в кампанията на Ксеркс срещу Елада през 5 в. пр.н.е.
- в Рило-Родопския масив обитават сатрите, изместени по-късно от жреческия род на бесите, които поддържали светилището на Дионис. Още по-късно, след III век бесите се превръщат в етноним на всички траки.
- около устието на Нестос (Места) и още по-източно при бъдещата колония Маронея живеят киконите.
- при устието на Хеброс (Марица) са пайтите, изместени от корпилите, а наред с тях се споменават кени, мадуатени, брени и сапеи.
- Херодот първи споменава за одрисите около р. Артеск (Арда), които впоследствие увеличават мощта си и образуват царство. Тяхното име става сборно и в него влизат много племенни групи от странджанския район и водосборния район между реките Арда, Тунджа и Марица.
- Тините населяват Пропонтида (Мраморно море), крайбрежието на Понта (Черно море), но и Северозападна Мала Азия, където са съседи на витините (или стримони – според Херодот преселници от Струма) и бебриките.
- в Тракийски Херсонес се разполагат апсинтите и долонките (те биват погълнати от одрисите)

## История на Тракия и траките
Според Димитър Попов историческото развитие на траките се разделя на 6 периода:
- между средата на 4-то или началото на 3-то хилядолетие пр.н.е. докъм 2300 – 2200 или 1900 г. пр.н.е. (краят на медно-каменната и ранната бронзова епоха)
- от 2300 – 2200 или 1900 г. пр.н.е. докъм 1300 – 1200 г. пр.н.е. (средна и късна бронзова епоха)
- от 1300 – 1200 г. пр.н.е. до края на VI век пр.н.е. – начало на желязната епоха
- от края на VI век пр.н.е. до края на III век пр.н.е.
- от края на III век пр.н.е. до началото на II век – римско нашествие на Балканския полуостров и покоряване на траките
- от началото на II век до VI век, когато славяните се настаняват в Карпато-Балканския район

### Микенска Тракия
С термина „Микенска Тракия“ се обозначава сходството на социално-икономическите и политическите процеси между ахейска (Микенска) Гърция и древна Тракия или поне някои нейни райони към края на бронзовата епоха. Сред сходствата са укрепителните съоръжения в планинските области, постиженията на металообработването, диференциацията на общностите, предвождани от тракийски царе.
Повечето тракийски герои в митологията са наречени като герои-епоними. Тези разкази са обработени от елинската литература. Има основание да се смята, че в Тракия е съществувал епос, но той е бил изгубен и вероятно частично възприет от елините. Най-ранните споменавания са в „Илиада“. Първите записи на епоса датират от VI в. пр. Хр., докато най-ранните сведения се отнасят към II хил. пр. Хр., поради което някои неща подлежат на съмнение. Легендарните тракийски царе не носят историческа информация, но когато се районират тези сведения, те могат да послужат като извор за ранен политически живот. Тези царе нямат характеристики на реални исторически личности. Смята се, че в Гърция и по егейските острови е имало тракийско и палеотракийско-пеласгийско население преди идването на гърците. Най-известният тракийски цар е Терей, обитавал Давлида. За тази област Тукидид казва, че е населявана от траките. Вероятно версията на този мит е използвана през V в. пр. Хр. с политическа цел. Според нея Терей е бил женен за дъщерята на атинския владетел – Прокна. Терей изнасилил сестра ѝ Филомела, която, опитвайки се да съобщи случилото се, го избродирала. За да му отмъстят, двете сготвили сина му и му го поднесли за вечеря. Във втора песен на „Илиада“ се споменава Акамант, който се сражава срещу Ахил и е убит от героя. След смъртта му траките отбраняват тялото му от ахейците. Друга легенда споменава Финей, който е жрец, певец и прорицател в Салмидесос. Той бил наказан от боговете, защото ослепил двамата си сина по внушение на мащехата им. Винаги щом посегнел към храната си, харпиите се спускали и не му позволявали да се храни. По-късни сведения свързват Финей с Тинос и Витинос, които са доведените му синове, а Пафлагон е неговия роден син. Често срещан елемент в тракийския култ и митология е конят. Подобен мит се разказва за Диомед, който хранел конете си с хора. С този владетел е свързан и осмият подвиг на Херакъл, който оставил Абдер да пази конете, но бил изяден от тях. Високият статус на коня се обяснява от някои учени с индоевропейския произход на траките. Доказателства за почитта към коня откриваме в много погребения. Според някои, конят като жертвено животно замествал човешкото жертвоприношение.

### Класическа Тракия
Тракийските племена на Балканския полуостров не били единни, подобно на елинските полиси. По време на класическия период в Древна Гърция те са подложени на нашествия и грабежи от страна на скитите от север, а от югоизток – от Персийската империя. Преди да започне Гръко-Персийските войни, персийският цар Дарий I завладява Тракия през 512 пр.н.е., за да си осигури база за война с гръцките полиси. По време на похода към Гърция през 480 пр.н.е. войските на Ксеркс I минават през Тракия.
През V век пр. н.е., вероятно в началото на Гръко-персийските войни, вече са създадени тракийски държави. Известно става царството на одрисите, което около 428 пр.н.е. се простира от северното крайбрежие на Егейско море, покрай реката Стримон до Евксиний Понт и обхваща териториите до устието на река Иструм. Според Тукидид, Терес I е първият цар на одрисите, който добива власт над няколко тракийски племена. По време на Пелопонеската война одрисите са съюзници на Древна Атина и постигат успехи срещу враговете ѝ. Терес навлиза с внушителна армия в Древна Македония, но до сражения така и не се стига, тъй като явно е целял само демонстрация на сила пред градовете – врагове на Атина. Градове по тракийското крайбрежие се присъединяват към Делоския морски съюз. Известен е и одриският цар Котис I. Неговият син Керсеблепт е приятел на македонския цар Филип II. Когато обаче Керсеблепт се съюзява с Атина, Филип взима в плен един от синовете му и изпраща армията си към Тракия.

### Тракия през елинистическата епоха
През 351 пр.н.е. Филип II превзема западната част на Тракия и я прави част от своята империя. 341 пр.н.е. и източната част на Тракия става македонска провинция. Назначени са стратези за ръководене на управлението. През 335 пр.н.е. непокорните траки отново биват подчинени от Александър Велики.
Около 281 пр.н.е. съществува вече елинистично царство на траките. В този момент идва нашествието на келтски племена, които на връщане от плячкосването на Делфийския оракул основават в Тракия свое царство, просъществувало кратко – от 278 до 212 пр.н.е. Македонският цар Филип V е принуден през 197 пр.н.е. да се откаже от завладените територии в Тракия. Като реакция на това Антиох III от елинистичното царство на Селевкидите се опитал да присъедини крайбрежните зони към империята си по време на войната си срещу Рим, но претърпява поражение.

### Тракия под римска власт
През 46 н.е. след дълго съпротивление Тракия става провинция на Римската империя. Интересно е, че след това завоевание тракийските аристократи, които не са възпрепятствали централната власт, са запазвали своите богатства, власт и авторитет.
Благодарение на техните бойни умения и безстрашието траките били високо ценени както гладиатори и войници. Известният гладиатор и лидер на робско въстание – Спартак е тракиец, най-вероятно произхождащ от племето меди. Също известни са цели династии императори траки. Първи от тях е Максимин Тракиец през 3ти век. Друг император трак е Константин Велики. След него цяла поредица императори траки са Макриян първи трак, Лъв първи, Юстин първи, Юстиниан, Юстин втори, Тиберий втори и други до 6 век. Още при Константин велики Гетите получават автономия в рамкитена империята. 
В края на римската епоха изчезват следите на траките като политически субект. Дотогава траките са подложени на продължителни процеси на романизация и елинизация, а по-късно и на християнизация, като постепенно изгубват своята самобитност. След великото преселение на народите и последвалото нахлуване на славянските племена през V – VI век тракийският етнос окончателно изчезва от историческата сцена. Тогава започва постепенно вторично асимилиране и славянизиране на потомците на траките по нашите земи.

## Общество и бит
През първото хилядолетие преди Христа древните траки са един от най-многобройните народи в Европа . Разделени на много племена, те обитават източната част на Балканския полуостров от Карпатите до Егейското крайбрежие, както и някои територии в Северозападна Мала Азия. Сред най-могъщите племенни групи са одрисите – в Югоизточна Тракия, бесите – в Родопската област, гетите – в североизточните райони, трибалите – в днешна Северозападна България и витините – в Мала Азия.
За известен исторически период от време траките са известни и като морски народ. Гръцкият историк Диодор казва, че тракийската таласократия (морско могъщество) над Егейско море е продължава 79 години.
Тракия е селска страна. В плодородните равнини и полета е развито орното земеделие, допълвано с пасищно скотовъдство, а в планинските райони животновъдството играе водеща роля. От земеделските култури зърнените са предпочитани, отглеждани са също и различни плодове и зеленчуци, лен и коноп. Голямо значение има лозарството – любовта на траките към виното е пословична. От ечемик приготвят питие наречено брютон. Отглеждани са различни видове дребен и едър добитък, добре развито е и коневъдството. Важно стопанско значение имат ловът и риболовът. Развити са домашните и някои специализирани занаяти – рударство и металообработване, грънчарство, кожарство, дървообработване и др.
Основната част от населението обитава малки села с прости жилища и стопански сгради, заобиколени с дворове. За защита от вражески нападения на естествено укрепени места са изграждани крепости, в които при нападение траки укриват не само покъщнината, но и добитъка си. Войната е постоянен спътник в техния живот. Войската е съставена предимно от лековъоръжени пехотинци и конници. Те са въоръжени обикновено с лек кожен щит, двойка къси копия за хвърляне, къс меч или нож, лък и колчан стрели.
Мъжът е господар в тракийския дом, той е глава на полигамно семейство – многоженството е познато на траките, според старогръцките автори. Жените са безправни и обречени на тежък труд, не само вкъщи, но и на полето. „Траките... използват жените си, за да им обработват земите, да им пазят и отглеждат добитъка и всякак да им слугуват, като че ли са им роби“, твърди Платон . Обичайно е мъжете да откупуват жените си от техните родители. Докато девойките разполагат с голяма сексуална свобода, омъжените жени са пазени с голяма строгост. Браковете, ражданията и погребенията ставали поводи за празнични ритуали, съпроводени с ядене, пиене и различни забавления. Според гръцките автори, траките са невъздържани в пиенето на вино, и в противоположност на гръцките обичаи пият виното не смесено с вода. Траките устройват пирове, на които имат обичай да разменят дарове с гостите си. Освен с невъздържанието в яденето и пиенето, както жените, така и мъжете в Тракия, са известни с пъстрите си дрехи и носенето на много накити.
Войната се счита от самите траки за „благородна“ дейност. Траките също са смятани за едни от най-войнствените сред европейските племена, поради което през цялата античност Тракия служи за неизчерпаем извор на наемни войници.
Над тракийските селяни е била аристокрацията и разликите между тях са посочвани от античните автори. Тракийската аристокрация включва царете (племенните предводители) и техните семейства, приближените до тях лица, някои от които били натоварени с различни служебни функции, местните аристократи, често само полузависими от царската власт, както и дружинниците, които формирали царската свита, въоръжената охрана и елитната военна сила на владетелите. Знатните живеят в укрепени резиденции сред показен разкош. Начинът им на живот е характеризиран кратко и точно от Херодот: „Да се стои без работа смятат за чудесно, да се обработва земята – за унизително, а да се живее от война и грабеж – за най-добро“. Обичайното развлечение за знатните е ловът, всекидневието им било съпътствано от непрестанни пиршества и угощения. Аристократите се сражават като тежко въоръжени конници и са основната ударна сила на тракийската армия. Въоръжението им включва шлем, ризница, наколенници, щит, меч и две копия. Около царските резиденции през втората половина на първото хилядолетие пр. Хр. започнали да се формират първите градове. Пример за такъв „царски“ град е проученият от археолозите Севтополис в района на горна Тунджа., както и частично разкритият град-резиденция на гетските владетели Хелис, край Исперих.
Древните гърци са делели траките на „варварски“ и „цивилизовани“, като вторите са живеели в днешните области Тракия и Македония и са научили гърците на култа към Музите, Земеделие, строежът на Крепости, Военно дело и създаване на произведения на изкуството.
След завладяването на балканите от Римската империя през I век тракийските племена възприемат много от римската култура и се романизират или елинизират, а впоследствие и християнизират. Някои от римските императори са родени в Тракия и Панония и се смятат, от тях самите и от историците, за траки по произход. След нахлуването и заселването на славяните на полуострова през VI в. започва постепенно вторично асимилиране на потомците на траките. Приема се, че в някои изолирани планински анклави до VI в. се запазва тракийският език.

## Археологически изследвания
Най-характерна, а и най-добре позната чрез археологически находки проява на тракийската аристократическа култура са богатите погребения, често в монументални гробници и под величествени надгробни могили. Смята се, че броят на тракийските могили в България е от 10 000 до 60 000. Тракийски могили има на териториите (и извън пределите на днешна България), които траките исторически обитават. Богати могилни погребения са проучени в могилите край село Дуванли, Пловдивско, в Могиланската могила във Враца и на много други места. Една от най-големите и внушителни е тази край с. Мезек – Свиленградско. Със своите великолепни стенописи е прочута Казанлъшката гробница, надписът под купола на която, сочи, че е на тракийския цар Ройгос, син на Севт III. Централната сцена в куполното помещение представя тракийският цар Ройгос, увенчан с венец и седнал пред ниска маса, до него жена му на трон, а от двете му страни – процесия с музиканти, слуги с дарове и коняри с колесница и ездитни коне. По друг начин е украсена гробницата при с.Свещари, Исперихско. Нейното централно помещение е правоъгълно, стените са запълнени с релефни изображения на жени с вдигнати ръце. Над тях на стената срещу входа е нарисувана живописна композиция, в центъра на която богиня увенчава с венец представения на кон тракийски владетел.
За богатството на аристокрацията и за някои религиозни ритуали може да се съди от тракийските съкровища, заровени в земята и днес откривани извън всякакъв археологически контекст. Особено впечатляващо е Панагюрското съкровище, състоящо се от девет златни съда, богато украсени с фигурни композиции. Най-голямото съкровище е Рогозенското, състоящо се от 165 сребърни съда, повечето богато орнаментирани. Малко на брой – само пет, но с великолепна изработка са сребърните съдове от съкровището, открито край село Борово, Беленско. Сребърни украси за конски амуниции с интересни фигурни изображения съдържат съкровищата от Луковит и Летница. През 2001 г. край с. Александрово, Хасковско е открита гробница, ограбена, но впечатляваща с красивите си стенописи. През 2004 г., в гробница в могилата „Светицата“ Казанлъшко, в погребението на тракийски владетел е открита златна маска (по предположение на откривателя, Георги Китов, тя е принадлежала на Терес). Три години по-късно е открито ново погребение в Сливенско, отново със златна маска на цар. Открит е и сребърен ритон за вино, изобразяващ глава на рогато животно, вероятно сърна, с височина около 30 сантиметра. Самият гроб отвътре е бил облицован с дърво, в него се виждат останките на човешки скелет, един бронзов съд и три добре запазени големи глинени амфори.

### Археологически разкопки и обекти
- Александрово
- Александровската гробница
- Беглик таш
- Варненско съкровище
- Дъбене
- Златиница
- Казанлъшка гробница
- Кабиле
- Копринка, „Севтополис“
- Мишкова нива
- Оструша
- Перперикон
- Свещарска гробница и Свещари
- Синеморец
- Стара Загора
- Старосел
- Стрелча
- Татул
- Тополчане (богато царско погребение – ритони, маска и др.)
- Могила Светицата (златна маска на цар Терес)
- Могила „Голямата косматка“
- Сандански
- Гагово

### Тракийски съкровища
|                      |
| Панагюрско съкровище |

|                      |
| Рогозенско съкровище |

|                        |
| Вълчитрънско съкровище |

|                                          |
| Златна маска на Терес I, Одриско царство |

|                                               |
| Бронзова глава на Севт III от Голяма Косматка |

|                      |
| Луковитско съкровище |

|                               |
| Боровско съкровище на Котис I |

|                            |
| Златен венец на Керсеблепт |

|                     |
| Якимовско съкровище |

|                                             |
| Погребално съкровище от Могиланската могила |

|                       |
| Съкровище от Равногор |

|                                                    |
| Тракийска златна огърлица от Арабаджийската могила |

|                                     |
| Златна фигурка на конник, Синеморец |

|                         |
| Тракийски шлем, Плетена |

|                     |
| Сборянско съкровище |

|                 |
| Ритон от Вазово |

|                     |
| Кралевско съкровище |

|                    |
| Летнишко съкровище |

## Известни представители
- Орфей, митичен певец
- Диомед, митичен цар на бистоните, свързан е с Осмия подвиг на Херкулес
- Елена, майка на Константин I Велики,
- Финей, митичен жрец, певец и прорицател в Салмидесос
- Тинос, Витинос и Пафлагон, синове на Финей
- Терей, митичен тракийски цар в Давлида
- Рез, тракийски цар, участник в Троянската война
- Акамант и Пейрой, предвождат голям отряд от тракийски воини по време на Троянската война
- Херодик (V век пр.н.е.), древногръцки лекар, роден в Силиврия
- Хекатей, древногръцки историк, роден в Абдера
- Левкип, Демокрит и Протагор – класически гръцки философи, родени в Абдера
- Терес I, цар-основател на Одриското царство, първа половина или средата на V в. пр.н.е.
- Спарадок, син на Терес I, цар на одрисите
- Ситалк, син на Терес I, цар на одрисите
- Амадок I, цар на одрисите
- Севт III, цар на одрисите
- Константин I Велики, Основател на град Константинопол
- Котис I, последен цар на одрисите, IV в. пр.н.е.
- Керсеблепт, син на Котис I
- Спартак, гладиатор, водач на най-голямото въстание в Римския свят
- Лициний, римски император
- Галерий, римски император
- Авреол, римски император
- Лъв I Тракиеца, византийски император
- Велизарий, византийски пълководец
- Юстин I, византийски император
- Юстиниан I, византийски император
- Ахил, цар на Тесалия